# Джеронімо Стілтон
«Джеронімо Стілтон» (італ. Geronimo Stilton) — це італійська серія дитячих книг. Попри те, що в книгах головний персонаж зображується як автор, справжній автор книжкової серії — Елізабетта Дамі. В старих виданнях автор виступає під псевдонімом Джеронімо Стілтон, проте це було змінено в новіших книгах. Серія розійшлася тиражем понад 180 мільйонів примірників в усьому світі, і з 249 видань вона є однією з найпродаваніших книжкових серій, коли-небудь написаних. Книги перекладено 49 мовами. З 2015 року видавництво «Ірбіс Комікси» почало видавати серію графічних новел про Джеронімо Стілтона українською. З 2020 року видавництво «Рідна мова» почало видавати серію книг про Джеронімо Стілтона українською.

## Історія

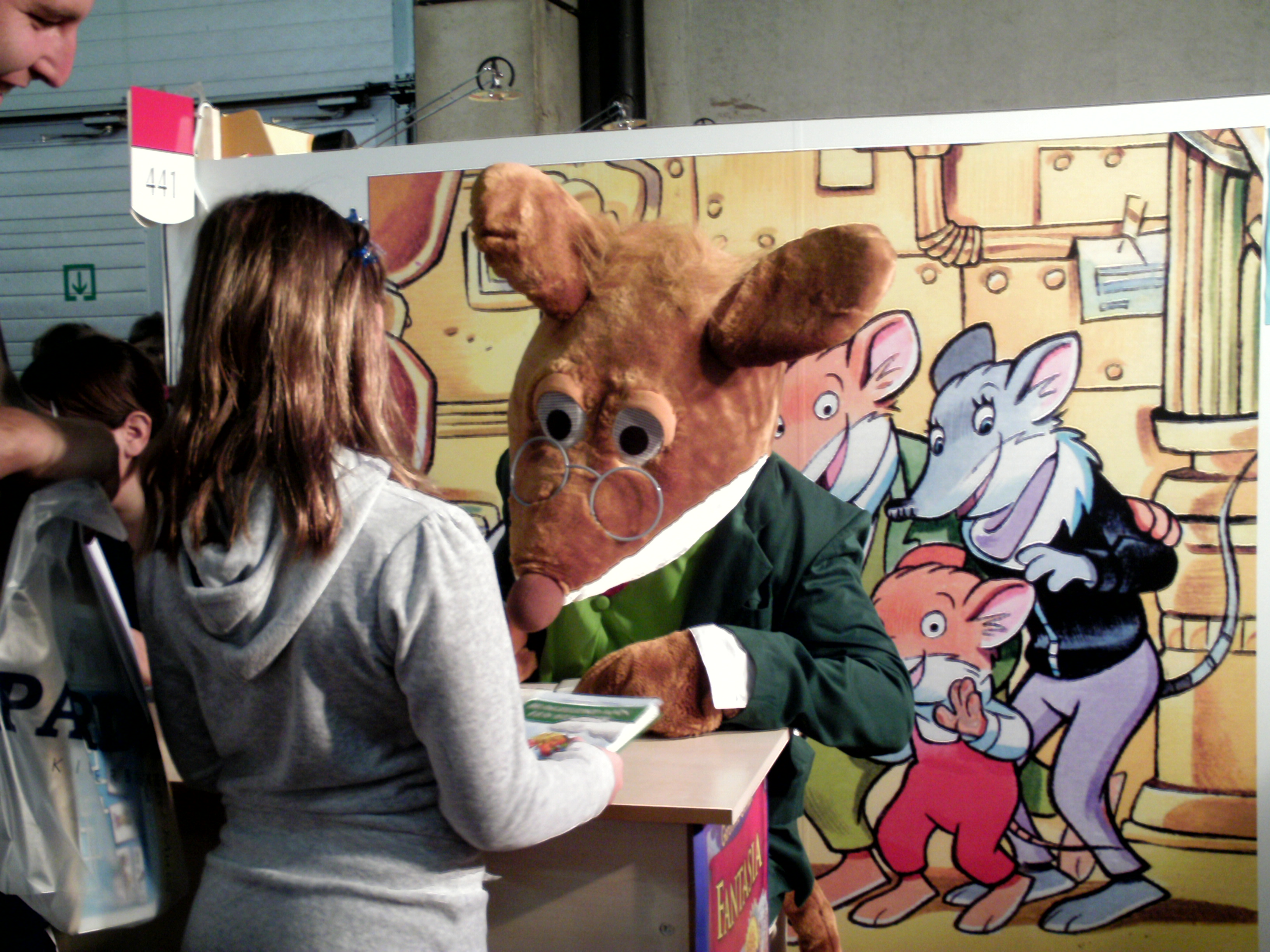
Зустріч з читачами

Джеронімо Стілтон здобув нагороду премію Anderson 2001 за Особистість Року. Один з його бестселерів виграв нагороду 2002 року як одна з найпопулярніших електронних книг року. 2006 року Джеронімо Стілтон виграв Nickelodeon Kids Choice Award (дитячий вибір року), а в 2008 він виграв приз Cartoomics «Не просто комікс».
Книги адресовані, насамперед, дітям від 5 до 13 років, однак часто є цікавими й для всіх інших категорій читачів.

## Головні герої
Головним героєм є миша, що розмовляє, та живе в місті Мишанія на Мишачому острові. Це відомий автор, Джеронімо Стілтон, який працює журналістом і редактором газети «Гризун».
У нього є молодша сестра Тея Стілтон, двоюрідний брат Трап Стілтон і улюблений син, дев'ятирічний Бенджамін Стілтон. Джеронімо ерудований та врівноважений миш, який хотів би нічого кращого ніж жити спокійним життям. Однак він постійно потрапляє в далекі пригоди разом з Теєю, Трапом і Бенджаміном.
Друзями Стілтонів є професор Амперіо Вольт, Патті Спрінг, Пандора та Пронира Пікпік, які допомагають їм у їх історичних місіях.
Кожен з героїв має свої особливі риси та вміння. Тея — розумна та кмітлива, любить подорожувати та, навіть, має чорний пояс з карате. Професор Вольт — відомий науковець, який винайшов Супермишину (машину часу). Пронира Пікпік — приватний детектив. А Трап Стілтон — жартівник та ласун.

## Сюжет
Пригоди головних героїв пов'язані з діями котів-піратів. Коти-пірати віднайшли спосіб подорожувати в минуле на своєму котольоті, щоб змінити історію на свою користь.
За допомогою професора Вольта, Джеронімо та його друзі вирушають на Супермишині вслід за котами, щоб врятувати історію та зберегти майбутнє.
Події переносять героїв коміксів у різні епохи — Античний Світ, Середньовіччя, Ренесанс, де вони захищають Леонардо да Вінчі, Марко Поло, Гутенберга, Моцарта та інших відомих історичних постатей, щоб їхні твори та винаходи дійшли до наших часів в такому вигляді, в якому ми їх знаємо.

## Книги

### Графічні новели про Джеронімо Стілтона
Видавництво «Ірбіс Комікси» починаючи з 2015 року видало «Відкриття Америки», а також наступні книги серії — «Таємниця Сфінкса», «Шахраї в Колізеї» та інші. У кожному коміксі додатково подаються історичні факти, таким чином читач не лише поринає у сюжет, а й дізнається багато цікавого з історії світу. У першій книзі пригод Джеронімо Стілтона «Відкриття Америки» головні герої переносяться у часи Христофора Колумба услід за котами-піратами, які хочуть привласнити собі честь відкриття Америки та її багатства. Джеронімо та його друзів чекає довга та нелегка подорож Атлантичним океаном разом з експедицією Колумба.
| № в оригіналі | № в Україні | Назва                                                                          | Оригінальна публікація | Оригінальна публікація | Публікація в Україні | Публікація в Україні |
| № в оригіналі | № в Україні | Назва                                                                          | Видавець               | Дата                   | Видавець             | Дата                 |
| ------------- | ----------- | ------------------------------------------------------------------------------ | ---------------------- | ---------------------- | -------------------- | -------------------- |
| 1             | 1           | «Відкриття Америки» «The Discovery of America»                                 | Papercutz              | 18 серпня 2009         | Ірбіс Комікси        | 9 вересня 2015       |
| 2             | 2           | «Таємниця Сфінкса» «The Secret of the Sphinx»                                  | Papercutz              | 18 серпня 2009         | Ірбіс Комікси        | 9 вересня 2015       |
| 3             | 3           | «Шахраї в Колізеї» «The Coliseum Con»                                          | Papercutz              | 24 листопада 2009      | Ірбіс Комікси        | 9 вересня 2015       |
| 4             | 4           | «Слідами Марко Поло» «Following the Trail of Marco Polo»                       | Papercutz              | 13 квітня 2010         | Ірбіс Комікси        | 19 квітня 2016       |
| 5             | 9           | «Льодовиковий період» «The Great Ice Age»                                      | Papercutz              | 6 липня 2010           | Ірбіс Комікси        | 24 березня 2020      |
| 6             | 6           | «Хто викрав „Мону Лізу“?» «Who Stole the Mona Lisa?»                           | Papercutz              | 26 жовтня 2010         | Ірбіс Комікси        | 3 березня 2017       |
| 7             | 5           | «Динозаври наступають» «Dinosaurs In Action»                                   | Papercutz              | 1 лютого 2011          | Ірбіс Комікси        | 6 вересня 2016       |
| 8             | Н/Д         | «Зіграй це знову, Моцарте!» «Play It Again, Mozart!»                           | Papercutz              | 13 вересня 2011        | Н/Д                  | Н/Д                  |
| 9             | Н/Д         | «Дивна машина книг» «The Weird Book Machine»                                   | Papercutz              | 31 січня 2012          | Н/Д                  | Н/Д                  |
| 10            | 7           | «Врятувати Олімпійські ігри» «Geronimo Stilton Saves the Olympics»             | Papercutz              | 5 липня 2012           | Ірбіс Комікси        | 3 травня 2018        |
| 11            | Н/Д         | «Ми завжди матимемо Париж» «We'll Always Have Paris»                           | Papercutz              | 2 жовтня 2012          | Н/Д                  | Н/Д                  |
| 12            | 12          | «Перший самурай» «The First Samurai»                                           | Papercutz              | 19 березня 2013        | Ірбіс Комікси        | 2022                 |
| 13            | 10          | «Найшвидший потяг на Дикому Заході» «The Fastest Train In the West»            | Papercutz              | 24 грудня 2013         | Ірбіс Комікси        | 4 грудня 2020        |
| 14            | 8           | «Перша миша на Місяці» «The First Mouse on the Moon»                           | Papercutz              | 24 липня 2014          | Ірбіс Комікси        | 19 березня 2019      |
| 15            | Н/Д         | «Всі для Стілтона, Стілтон для всіх!» «All For Stilton, Stilton For All!»      | Papercutz              | 13 січня 2015          | Н/Д                  | Н/Д                  |
| 16            | 11          | «Світло, Камера, Стілтон!» «Lights, Camera, Stilton!»                          | Papercutz              | 4 серпня 2015          | Ірбіс Комікси        | 10 листопада 2021    |
| 17            | Н/Д         | «Таємниця піратського корабля» «The Mystery Of The Pirate Ship»                | Papercutz              | 24 травня 2016         | Н/Д                  | Н/Д                  |
| 18            | Н/Д         | «Від першого до останнього місця на Землі» «First To The Last Place On Earth!» | Papercutz              | 22 листопада 2016      | Н/Д                  | Н/Д                  |
| 19            | Н/Д         | «Втрачено в перекладі» «Lost In Translation»                                   | Papercutz              | 29 серпня 2017         | Н/Д                  | Н/Д                  |

### Книги про Джеронімо Стілтона
| № в оригіналі | № в Україні | Назва                                                                             | Оригінальна публікація | Оригінальна публікація | Публікація в Україні | Публікація в Україні |
| № в оригіналі | № в Україні | Назва                                                                             | Видавець               | Дата                   | Видавець             | Дата                 |
| ------------- | ----------- | --------------------------------------------------------------------------------- | ---------------------- | ---------------------- | -------------------- | -------------------- |
| Н/Д           | 1           | «Мене звати Стілтон, Джеронімо Стілтон» «Il mio nome è Stilton, Geronimo Stilton» | Piemme                 | 12 лютого 2015         | Рідна мова           | 2020                 |
| Н/Д           | 2           | «Четверо мишей у лісі Джунґла Нера» «Quattro topi nella Giungla Nera»             | Piemme                 | 12 лютого 2015         | Рідна мова           | 2021                 |
| Н/Д           | 3           | «Острів примарного скарбу» «L'isola del tesoro fantasma»                          | Piemme                 | 12 лютого 2015         | Рідна мова           | 2021                 |
| Н/Д           | 4           | «Дивна пригода у вулкані Смердувіо» «Lo strano caso del vulcano Puzzifero»        | Piemme                 | 12 лютого 2015         | Рідна мова           | 2021                 |
| Н/Д           | 5           | «Кемпер сирного кольору» «Un camper color formaggio»                              | Piemme                 | 12 лютого 2015         | Рідна мова           | 2021                 |
| Н/Д           | 6           | «SOS: Миша в космосі!» «S.O.S. c'è un topo nello spazio!»                         | Piemme                 | 4 травня 2015          | Рідна мова           | 2022                 |
| Н/Д           | 7           | «Привид метро» «Il fantasma del metrò»                                            | Piemme                 | 12 лютого 2015         | Рідна мова           | 2022                 |

## Мультсеріал
Анімаційний серіал з такою ж назвою дебютував в Італії 15 вересня 2009 року на телеканалі Rai 2. Серіал налічує 78 серій, які виходили протягом трьох сезонів (26 епізодів у кожному сезоні).